# Actias lungpoana
Actias lungpoana är en fjärilsart som beskrevs av Müller och Bandermann 1930. Actias lungpoana ingår i släktet månspinnare, och familjen påfågelspinnare. Inga underarter finns listade i Catalogue of Life.